# At War with the Mystics
At War with the Mystics är ett musikalbum av den amerikanska rockgruppen The Flaming Lips. Albumet som var deras elfte studioalbum kom ut 2006 på skivbolaget Warner Bros. Records. Albumets texter tar upp mer politiska frågor än gruppens föregående skivor. All musik på skivan komponerades av alla gruppmedlemmar tillsammans.

## Låtlista
1. "The Yeah Yeah Yeah Song (With All Your Power)" - 4:51
2. "Free Radicals (A Hallucination of the Christmas Skeleton Pleading with a Suicide Bomber)" - 3:39
3. "The Sound of Failure / It's Dark... Is It Always This Dark??" - 7:18
4. "My Cosmic Autumn Rebellion (The Inner Life as Blazing Shield of Defiance and Optimism as Celestial Spear of Action)" - 4:48
5. "Vein of Stars" - 4:15
6. "The Wizard Turns On... The Giant Silver Flashlight And Puts On His Werewolf Moccasins" - 3:41
7. "It Overtakes Me / The Stars Are So Big... I Am So Small... Do I Stand a Chance?" - 6:50
8. "Mr. Ambulance Driver" - 4:21
9. "Haven't Got a Clue" - 3:23
10. "The W.A.N.D." - 3:44
11. "Pompeii am Götterdämmerung" - 4:22
12. "Goin' On" - 3:39